# Luxembourg Open 2022
Die Luxembourg Open 2022 im Badminton fanden vom 5. bis zum 8. Mai 2022 in Luxemburg (Stadt) statt.

## Sieger und Platzierte
| Disziplin    | Gold                            | Silber                                          | Bronze                                            |
| ------------ | ------------------------------- | ----------------------------------------------- | ------------------------------------------------- |
| Herreneinzel | Mads Christophersen             | Magnus Johannesen                               | Jonathan Dolan                                    |
| Herreneinzel | Mads Christophersen             | Magnus Johannesen                               | Ditlev Jæger Holm                                 |
| Dameneinzel  | Chiara Marvella Handoyo         | Aura Ihza Aulia                                 | Jaymie Laurens                                    |
| Dameneinzel  | Chiara Marvella Handoyo         | Aura Ihza Aulia                                 | Gauri Shidhaye                                    |
| Herrendoppel | Andreas Søndergaard Jesper Toft | Muh Putra Erwiansyah Patra Harapan Rindorindo   | Kristian Kræmer Marcus Rindshøj                   |
| Herrendoppel | Andreas Søndergaard Jesper Toft | Muh Putra Erwiansyah Patra Harapan Rindorindo   | Kenji Lovang Léo Rossi                            |
| Damendoppel  | Abbygael Harris Hope Warner     | Titis Maulida Rahma Bernadine Anindiya Wardana  | Puspa Rosalia Damayanti Jessica Maya Rismawardani |
| Damendoppel  | Abbygael Harris Hope Warner     | Titis Maulida Rahma Bernadine Anindiya Wardana  | Annie Lado Estelle van Leeuwen                    |
| Mixed        | Lucas Corvée Sharone Bauer      | Verrell Yustin Mulia Bernadine Anindiya Wardana | Marwan Faza Jessica Maya Rismawardani             |
| Mixed        | Lucas Corvée Sharone Bauer      | Verrell Yustin Mulia Bernadine Anindiya Wardana | Patrick Scheiel Franziska Volkmann                |